# Marcel Tabuteau
Marcel Tabuteau (Compiègne, 2 de juliol de 1887 - 4 de gener de 1966) fou un oboista francès considerat el fundador de l'escola americana d'oboè.
Marcel Tabuteau comença el seu aprenentatge musical amb el violí. L'orquestra local faltant un intrument de vent el porta a estudiar l'oboè i ràpidament és admès al Conservatori de Paris a la classe de Georges Gillet. Obté el seu primer premi en 1904, a l'edat de 17 anys.
Al principi del segle xx, les grans ciutats dels Estats Units creen grans Orquestres Simfòniques seleccionant a joves instrumentistes de tot Europa. En 1905, Walter Damrosch porta a Marcel Tabuteau com a solista de corn anglès a l'Orquestra Simfònica de Nova York. Després seria dirigit per Toscanini i Mahler a la Metropolitan Opera. Però, en 1915, va ser Leopold Stokowski qui li firmara el seu contracte amb l'Orquestra de Filadelfia, substituint a Attilio Francesco Marchetti i, sent un dels músics de l'orquestra millor pagats fins a la seva retirada en 1954. Durant aquests quasi 40 anys, ell estrenarà obres de Bartok, Hindemith, Granados, Britten, Rakhmàninov, Martinů, Schönberg, Varèse, participant en els primers enregistraments estereofònics com per exemple a Fantasia de Walt Disney.
Invitat pel seu amic Pau Casals, participa en el Festival de Prada de Conflent, produint i enregistrant amb Isaac Stern, Paul Tortelier i Marcel Mule.
La seva activitat més brillant és sense cap dubte l'ensenyament: professor d'oboè i de música de cambra al Curtis Institute of Music de Filadelfia durant uns trenta anys va formar als principals oboès solistes americans com Perry Bauman, Marc Lifschey, William Criss, John de Lancie, John Mack, Joseph Robinson, Marco Lifschey, Harold Gomberg, Ralph Gomberg, Robert Bloom, Alfred J. Genovese, Laila Storch)
El 15 d'octubre de 1937 va rebre la medalla de la Legió d'honor